# Canton de Saint-Ours
Le canton de Saint-Ours est une circonscription électorale française du département du Puy-de-Dôme créée par le décret du 21 février 2014 et entrée en vigueur lors des premières élections départementales suivant la publication du décret.

## Histoire
Un nouveau découpage territorial du Puy-de-Dôme entre en vigueur à l'occasion des élections départementales de 2015. Il est défini par le décret du 21 février 2014, en application des lois du 17 mai 2013 (loi organique 2013-402 et loi 2013-403). Les conseillers départementaux sont, à compter de ces élections, élus au scrutin majoritaire binominal mixte. Les électeurs de chaque canton élisent au Conseil départemental, nouvelle appellation du Conseil général, deux membres de sexe différent, qui se présentent en binôme de candidats. Les conseillers départementaux sont élus pour 6 ans au scrutin binominal majoritaire à deux tours, l'accès au second tour nécessitant 12,5 % des inscrits au 1er tour. En outre la totalité des conseillers départementaux est renouvelée. Ce nouveau mode de scrutin nécessite un redécoupage des cantons dont le nombre est divisé par deux avec arrondi à l'unité impaire supérieure si ce nombre n'est pas entier impair, assorti de conditions de seuils minimaux. Dans le Puy-de-Dôme, le nombre de cantons passe ainsi de 61 à 31.
Le nouveau canton de Saint-Ours est formé de communes des anciens cantons de Bourg-Lastic (7 communes), de Pontgibaud (10 communes), de Pontaumur (16 communes), de Manzat (1 commune) et d'Herment (6 communes). Avec ce redécoupage administratif, le territoire du canton s'affranchit des limites d'arrondissements, avec 13 communes incluses dans l'arrondissement de Clermont-Ferrand et 27 dans celui de Riom. Le bureau centralisateur est situé à Saint-Ours.

## Représentation
| Période élective | Période élective | Mandat | Mandat   | Identité        | Nuance | Nuance | Qualité                                                                                                   |
| ---------------- | ---------------- | ------ | -------- | --------------- | ------ | ------ | --- |
| 2015             | 2021             | 2015   | 2021     | Audrey Manuby   |        | DVD    | Employée (secteur privé) Maire de Savennes                                                                |
| 2015             | 2021             | 2015   | 2021     | Lionel Muller   |        | LR     | Artisan boulanger Maire de Chapdes-Beaufort (2008-2020) Ancien conseiller général du canton de Pontgibaud |
| 2021             | 2028             | 2021   | en cours | Audrey Manuby   |        | DVD    | Maire de Savennes 8e vice-présidente du conseil départemental chargée des collèges                        |
| 2021             | 2028             | 2021   | en cours | Cédric Rougheol |        | LR     | Technicien agricole Maire de Puy-Saint-Gulmier                                                            |

### Résultats détaillés

#### Élections de mars 2015
Lors des élections départementales de 2015, le binôme composé de Audrey Manuby et Lionel Muller (Union de la Droite) est élu au premier tour avec 52,49 % des suffrages exprimés, devant le binôme composé de Martine Barrier et Laurent Battut (Union de la Gauche) (33,17 %). Le taux de participation est de 60,49 % (8 877 votants sur 14 675 inscrits) contre 52,8 % au niveau départemental et 50,17 % au niveau national.
Audrey Manuby est membre de LREM.

#### Élections de juin 2021
Le premier tour des élections départementales de 2021 est marqué par un très faible taux de participation (33,26 % au niveau national). Dans le canton de Saint-Ours, ce taux de participation est de 41,52 % (5 999 votants sur 14 447 inscrits) contre 36,11 % au niveau départemental. À l'issue de ce premier tour, deux binômes sont en ballottage : Audrey Manuby et Cédric Rougheol (DVD, 51,89 %) et Alain Caze et Magali Lyaudet-Andrieu (PS, 26,49 %).
Le second tour des élections est marqué une nouvelle fois par une abstention massive équivalente au premier tour. Les taux de participation sont de 34,36 % au niveau national, 37,4 % dans le département et 44,6 % dans le canton de Saint-Ours. Audrey Manuby et Cédric Rougheol (DVD) sont élus avec 66,76 % des suffrages exprimés (4 037 voix pour 6 442 votants et 14 445 inscrits),,.

## Composition
Le nouveau canton de Saint-Ours comprend quarante communes entières.
| Nom                                | Code Insee | Intercommunalité                   | Superficie (km2) | Population (dernière pop. légale) | Densité (hab./km2) | Modifier                                    |
| ---------------------------------- | ---------- | ---------------------------------- | ---------------- | --------------------------------- | ------------------ | ------------------------------------------- |
| Saint-Ours (bureau centralisateur) | 63381      | CA Riom Limagne et Volcans         | 55,64            | 1 691 (2022)                      | 30                 | modifier les données · modifier les données |
| Bourg-Lastic                       | 63048      | CC Chavanon Combrailles et Volcans | 40,46            | 873 (2022)                        | 22                 | modifier les données · modifier les données |
| Briffons                           | 63053      | CC Chavanon Combrailles et Volcans | 40,32            | 265 (2022)                        | 6,6                | modifier les données · modifier les données |
| Bromont-Lamothe                    | 63055      | CC Chavanon Combrailles et Volcans | 38,07            | 1 016 (2022)                      | 27                 | modifier les données · modifier les données |
| La Celle                           | 63064      | CC Chavanon Combrailles et Volcans | 15,85            | 80 (2022)                         | 5,0                | modifier les données · modifier les données |
| Chapdes-Beaufort                   | 63085      | CC Chavanon Combrailles et Volcans | 31,79            | 1 139 (2022)                      | 36                 | modifier les données · modifier les données |
| Charbonnières-les-Varennes         | 63092      | CA Riom Limagne et Volcans         | 32,12            | 1 914 (2022)                      | 60                 | modifier les données · modifier les données |
| Cisternes-la-Forêt                 | 63110      | CC Chavanon Combrailles et Volcans | 33,58            | 450 (2022)                        | 13                 | modifier les données · modifier les données |
| Combrailles                        | 63115      | CC Chavanon Combrailles et Volcans | 20,61            | 213 (2022)                        | 10                 | modifier les données · modifier les données |
| Condat-en-Combraille               | 63118      | CC Chavanon Combrailles et Volcans | 45,74            | 412 (2022)                        | 9,0                | modifier les données · modifier les données |
| Fernoël                            | 63159      | CC Chavanon Combrailles et Volcans | 14,43            | 136 (2022)                        | 9,4                | modifier les données · modifier les données |
| Giat                               | 63165      | CC Chavanon Combrailles et Volcans | 47,95            | 791 (2022)                        | 16                 | modifier les données · modifier les données |
| La Goutelle                        | 63170      | CC Chavanon Combrailles et Volcans | 24,25            | 615 (2022)                        | 25                 | modifier les données · modifier les données |
| Herment                            | 63175      | CC Chavanon Combrailles et Volcans | 9,57             | 264 (2022)                        | 28                 | modifier les données · modifier les données |
| Landogne                           | 63186      | CC Chavanon Combrailles et Volcans | 17,37            | 223 (2022)                        | 13                 | modifier les données · modifier les données |
| Lastic                             | 63191      | CC Chavanon Combrailles et Volcans | 17,31            | 99 (2022)                         | 5,7                | modifier les données · modifier les données |
| Messeix                            | 63225      | CC Chavanon Combrailles et Volcans | 39,32            | 1 006 (2022)                      | 26                 | modifier les données · modifier les données |
| Miremont                           | 63228      | CC Chavanon Combrailles et Volcans | 36,79            | 295 (2022)                        | 8,0                | modifier les données · modifier les données |
| Montel-de-Gelat                    | 63237      | CC Chavanon Combrailles et Volcans | 25,02            | 417 (2022)                        | 17                 | modifier les données · modifier les données |
| Montfermy                          | 63238      | CC Chavanon Combrailles et Volcans | 14,25            | 226 (2022)                        | 16                 | modifier les données · modifier les données |
| Pontaumur                          | 63283      | CC Chavanon Combrailles et Volcans | 13,81            | 659 (2022)                        | 48                 | modifier les données · modifier les données |
| Pontgibaud                         | 63285      | CC Chavanon Combrailles et Volcans | 4,59             | 715 (2022)                        | 156                | modifier les données · modifier les données |
| Prondines                          | 63289      | CC Chavanon Combrailles et Volcans | 30,91            | 273 (2022)                        | 8,8                | modifier les données · modifier les données |
| Pulvérières                        | 63290      | CA Riom Limagne et Volcans         | 14,75            | 409 (2022)                        | 28                 | modifier les données · modifier les données |
| Puy-Saint-Gulmier                  | 63292      | CC Chavanon Combrailles et Volcans | 20,19            | 138 (2022)                        | 6,8                | modifier les données · modifier les données |
| Saint-Avit                         | 63320      | CC Chavanon Combrailles et Volcans | 19,47            | 205 (2022)                        | 11                 | modifier les données · modifier les données |
| Saint-Étienne-des-Champs           | 63339      | CC Chavanon Combrailles et Volcans | 23,74            | 126 (2022)                        | 5,3                | modifier les données · modifier les données |
| Saint-Germain-près-Herment         | 63351      | CC Chavanon Combrailles et Volcans | 16,82            | 62 (2022)                         | 3,7                | modifier les données · modifier les données |
| Saint-Hilaire-les-Monges           | 63359      | CC Chavanon Combrailles et Volcans | 10,70            | 84 (2022)                         | 7,9                | modifier les données · modifier les données |
| Saint-Jacques-d'Ambur              | 63363      | CC Chavanon Combrailles et Volcans | 20,40            | 291 (2022)                        | 14                 | modifier les données · modifier les données |
| Saint-Julien-Puy-Lavèze            | 63370      | CC Dômes Sancy Artense             | 29,09            | 363 (2022)                        | 12                 | modifier les données · modifier les données |
| Saint-Pierre-le-Chastel            | 63385      | CC Chavanon Combrailles et Volcans | 17,45            | 453 (2022)                        | 26                 | modifier les données · modifier les données |
| Saint-Sulpice                      | 63399      | CC Chavanon Combrailles et Volcans | 18,22            | 85 (2022)                         | 4,7                | modifier les données · modifier les données |
| Sauvagnat                          | 63410      | CC Chavanon Combrailles et Volcans | 24,13            | 145 (2022)                        | 6,0                | modifier les données · modifier les données |
| Savennes                           | 63416      | CC Chavanon Combrailles et Volcans | 16,81            | 96 (2022)                         | 5,7                | modifier les données · modifier les données |
| Tortebesse                         | 63433      | CC Chavanon Combrailles et Volcans | 11,64            | 79 (2022)                         | 6,8                | modifier les données · modifier les données |
| Tralaigues                         | 63436      | CC Chavanon Combrailles et Volcans | 5,11             | 77 (2022)                         | 15                 | modifier les données · modifier les données |
| Verneugheol                        | 63450      | CC Chavanon Combrailles et Volcans | 34,14            | 227 (2022)                        | 6,6                | modifier les données · modifier les données |
| Villossanges                       | 63460      | CC Chavanon Combrailles et Volcans | 32,80            | 365 (2022)                        | 11                 | modifier les données · modifier les données |
| Voingt                             | 63467      | CC Chavanon Combrailles et Volcans | 6,48             | 57 (2022)                         | 8,8                | modifier les données · modifier les données |
| Canton de Saint-Ours               | 6328       |                                    | 971,69           | 17 034 (2022)                     | 18                 | modifier les données                        |

## Démographie
En 2022, le canton comptait 17 034 habitants, en évolution de +0,72 % par rapport à 2016 (Puy-de-Dôme : +2,1 %, France hors Mayotte : +2,11 %).
| 2013   | 2018   | 2022   |
| ------ | ------ | ------ |
| 17 055 | 16 888 | 17 034 |